# Telchinia kaduna
Telchinia kaduna is een vlinder uit de familie van de Nymphalidae. De wetenschappelijke naam van de soort is voor het eerst voorgesteld door Jacques Pierre in een publicatie uit 1993.
De soort komt voor in Nigeria. De soort is vernoemd naar de stad Kaduna in Noord-Nigeria, waar deze soort voor het eerst is ontdekt.